# 汪大定
汪大定（1137年—1198年），字季应，明州鄞县人，南宋政治人物。

## 生平
汪思温第四子，上有兄汪大雅、汪大猷及汪大有。汪思温的第七女嫁楼钥的父亲楼豫，汪大定是楼钥的舅舅。
早年以父荫补右迪功郎，监谭州南岳庙、排岸司。南宋乾道五年 （1169年），任信使官出访金国、正旦国。后历任上虞知县、韶州知州。宋宁宗时，任江州知府。宋孝宗淳熙九年（1182年），任韶州（今广东韶关）知州。以善于理财闻名，政绩斐然。官终朝请大夫。
虽然汪大定善于理财，却为官清廉，不事应酬，盡力缩减官员往来费用，得罪朝中权贵而遭罢官。又因出生世家，不事生产，嗜书如命，家无余资，庆元四年正月丙辰困死归里途中。